# José Barroso
José Manuel Durão Barroso (Lisbona, 23 marzo 1956) è un politico portoghese.
Dal 2004 al 2014 è stato presidente della Commissione europea. In passato è stato Primo ministro del Portogallo e ministro degli affari esteri.
Dall'8 luglio 2016 è presidente non esecutivo e advisor della banca d'affari Goldman Sachs.

## Biografia

### Formazione
Barroso si è laureato in giurisprudenza presso l'Università di Lisbona e in studi europei presso l'Università di Ginevra nel 1985. In quest'ultima università ha successivamente ottenuto anche un master in scienze politiche, laureandosi con una tesi sui rapporti tra integrazione europea e sistema politico portoghese. Ha svolto inoltre alcuni periodi di studio e stage alla Columbia University, alla Georgetown University, all'International University Institute di Lussemburgo e all'Istituto universitario europeo.

### Carriera accademica
Barroso è stato assistente presso la facoltà di giurisprudenza dell'Università di Lisbona e presso il dipartimento di scienze politiche dell'Università di Ginevra, in cui collaborò con Dusan Sidjanski e si occupò in particolare del pensiero di Denis de Rougemont. È stato inoltre professore invitato alla Georgetown University dal 1996 al 1998. In tale università ottenne anche il diploma al "Georgetown Leadership Seminar". Barroso è stato direttore del dipartimento di relazioni internazionali dell'università Lusíada di Lisbona dal 1995 al 1999. Fondò e fu il primo direttore della rivista scientifica Revista de Ciencia Politica.

### Carriera politica

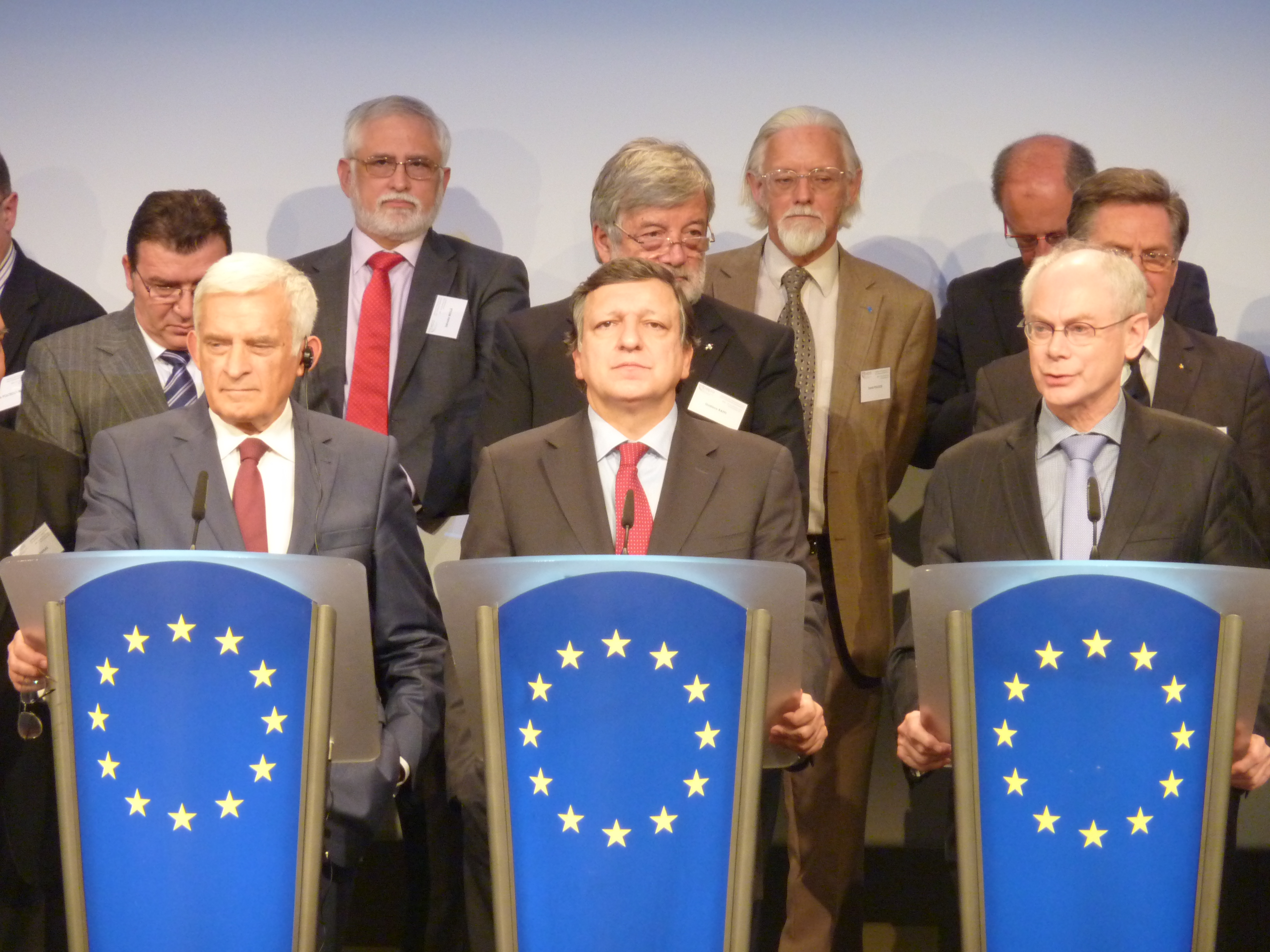
Jerzy Buzek, Barroso e Herman Van Rompuy in conferenza

Barroso iniziò a svolgere attività politica ai tempi dell'università, prima della "rivoluzione dei garofani" dell'aprile 1974. Barroso era uno dei leader della FEM-L (Federazione degli Studenti Marxisti-Leninisti), che era la sezione giovanile movimento clandestino maoista MRPP (Movimento Riorganizzativo del Partito del Proletariato), in seguito unitosi al Partito Comunista dei Lavoratori Portoghesi. Successivamente Barroso giustificò la sua scelta giovanile sostenendo che era stata motivata dalla dura opposizione della FEM-L contro il movimento giovanile del Partito comunista. Tuttavia, fonti dell'epoca testimoniano che Barroso appoggiava effettivamente posizioni maoiste e di sinistra.
Dopo la fine del regime di Salazar, nel dicembre 1980 Barroso aderì al Partito Social Democratico (PSD), principale movimento del centrodestra portoghese, del quale è membro ancor oggi. Ha fatto parte del Consiglio nazionale del partito ed è stato segretario della commissione per le relazioni internazionali. Nel 1991 aderì al movimento europeo del Portogallo.

#### Incarichi di governo
Nel 1985 Barroso venne eletto per la prima volta all'Assemblea della Repubblica. In seguito venne eletto altre cinque volte consecutive.
Nel 1985 venne nominato segretario di Stato al ministero degli affari interni, nell'ambito del governo del PSD guidato da Aníbal Cavaco Silva. Nell'ambito dello stesso governo, nel 1987 divenne segretario di Stato per gli affari esteri e la cooperazione al ministero degli affari esteri. Mantenne l'incarico per cinque anni, occupandosi in particolare dei negoziati per porre fine alla guerra civile angolana che portarono agli accordi di Bicesse del 1991 e del problema delle rivendicazioni indipendentiste di Timor Est, che Barroso appoggiò.
Nel 1992 Barroso venne nominato ministro degli esteri, incarico che svolse fino alla fine della legislatura nel 1995. Nel 1995 si candidò alla leadership del suo partito, ma venne sconfitto da Fernando Nogueira, che tuttavia perse le elezioni politiche di quell'anno.
Dopo che il PSD passò all'opposizione, nel 1995 Barroso fu eletto presidente della commissione parlamentare per gli affari esteri. Nel 1996 guidò la delegazione dell'Istituto per la democrazia e l'assistenza elettorale in Bosnia ed Erzegovina e nel 1997 fu un consigliere delle Nazioni Unite per il processo di pace in Tanzania. Ha fatto parte di una serie di altri gruppi consultivi informali del segretario generale dell'ONU.

#### Primo ministro, 2002-2004
Nell'aprile 1999 Barroso venne eletto presidente del Partito social democratico, diventando così il leader dell'opposizione. Successivamente il suo mandato venne rinnovato per tre volte. Dal 1999 al 2002 Barroso fu anche vicepresidente del Partito Popolare Europeo e dal 2001 al 2005 vicepresidente dell'Internazionale Democratica Centrista.
Il risultato conseguito alle elezioni politiche del 2002 consentì al PSD di formare un governo di coalizione con il Partito popolare e il 6 aprile 2002 Barroso divenne Primo ministro.

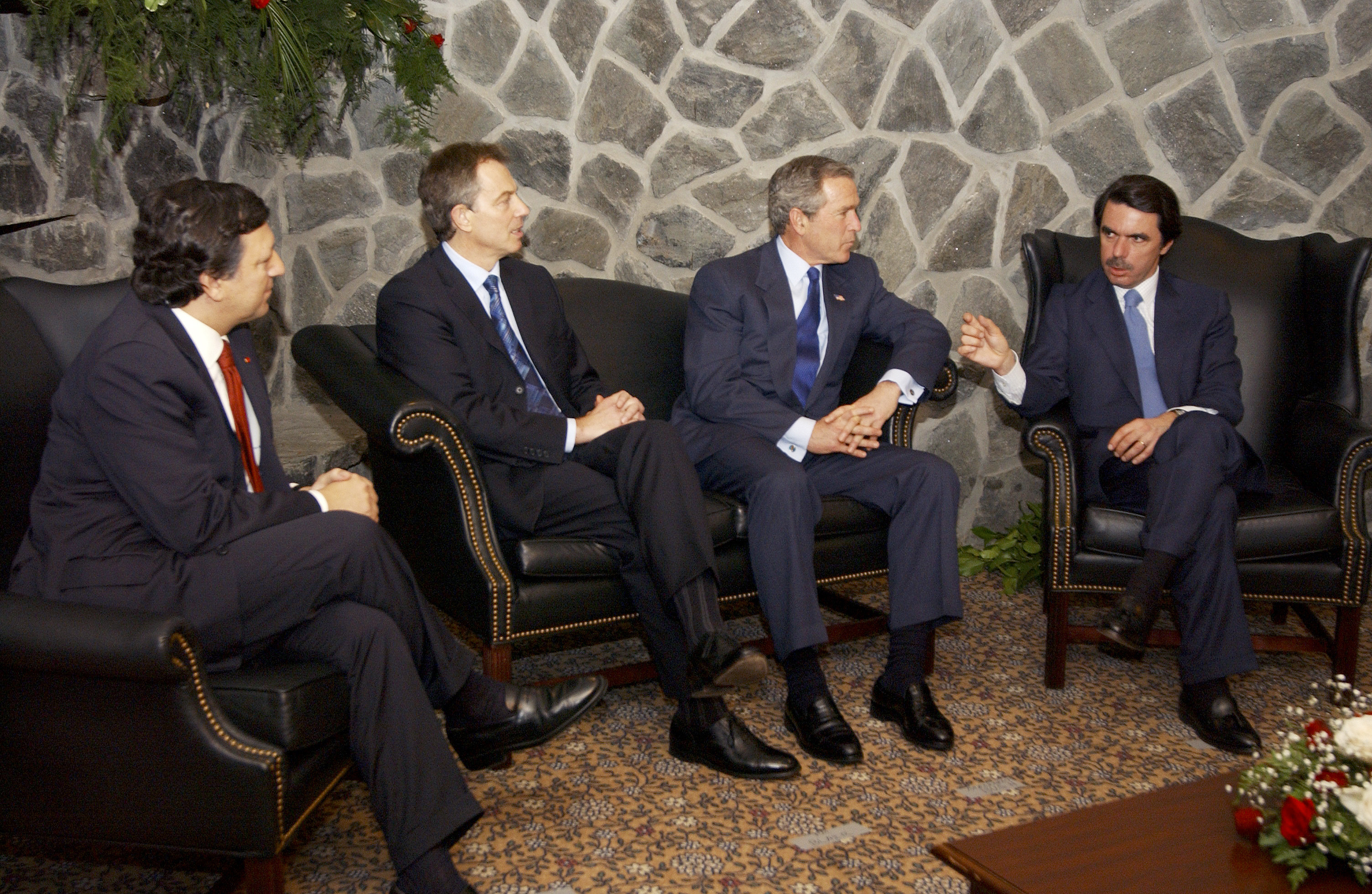
Barroso, Blair, Bush e Aznar

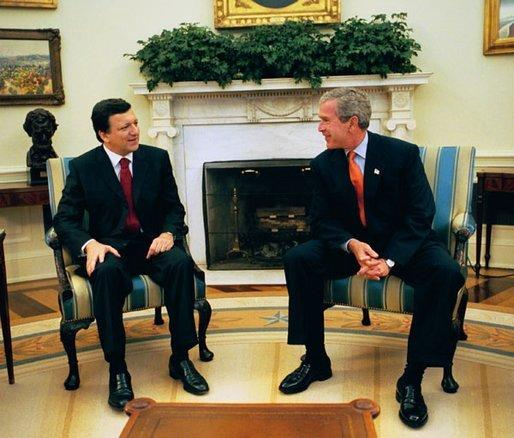
Barroso e Bush alla Casa Bianca

Il governo di Barroso si impegnò in modo particolare per ridurre la spesa pubblica e condurre il deficit di bilancio sotto la soglia del 3% del PIL fissata dal patto di stabilità dell'Unione europea. In politica estera il governo Barroso si segnalò per il suo convinto appoggio alle iniziative promosse dal presidente statunitense George W. Bush e dal premier britannico Tony Blair. Nel 2003 fu Barroso a ospitare nelle Azzorre il vertice con Bush, Blair e il primo ministro spagnolo José María Aznar in cui vennero definiti i dettagli per l'imminente invasione dell'Iraq.
Dopo la vittoria del Partito Popolare Europeo alle elezioni europee del giugno 2004, il 5 luglio 2004 il Consiglio europeo nominò Barroso presidente della Commissione europea. Barroso si dimise dall'incarico di primo ministro e Pedro Santana Lopes gli subentrò per un periodo transitorio fino alle elezioni politiche anticipate.

#### Presidente della Commissione europea, 2004- 2014
La nomina di Barroso a presidente della Commissione venne approvata dal Parlamento europeo il 22 luglio 2004 con 413 voti a favore su 711 (251 contrari, 44 astenuti e 3 voti nulli). Barroso assunse ufficialmente la carica di presidente il 22 novembre 2004.
Il suo primo mandato fu segnato in modo particolare dalla crisi dell'Unione europea dopo la bocciatura della costituzione europea nei referendum nei Paesi Bassi e in Francia nel 2005 e dalla successiva elaborazione del Trattato di Lisbona.
Il 26 maggio 2005 il Parlamento europeo venne chiamato a votare una mozione di sfiducia contro Barroso promossa dal parlamentare del Partito per l'Indipendenza del Regno Unito Nigel Farage. Barroso era accusato di avere stretti rapporti personali con l'armatore greco Spiro Latsis che aveva beneficiato di aiuti finanziari dallo Stato greco approvati dalla Commissione europea. Tuttavia, il Parlamento europeo bocciò la mozione di sfiducia a larga maggioranza.
Durante la campagna elettorale per le elezioni europee del 2009 il Partito Popolare Europeo indicò Barroso come suo candidato per la presidenza della Commissione europea. Dopo la vittoria elettorale del PPE, il 17 luglio 2009 Barroso venne quindi nominato presidente per un secondo mandato e il 16 settembre venne rieletto dal Parlamento europeo con 382 voti a favore, 219 contrari e 117 astensioni.
L'inizio del secondo mandato di Barroso ha coinciso sostanzialmente con l'entrata in vigore del Trattato di Lisbona e delle numerose modifiche che esso prevedeva per il funzionamento dell'Unione europea e delle sue istituzioni. Il primo periodo del secondo mandato di Barroso è stato segnato anche in modo particolare dalla crisi economica e finanziaria che ha colpito in modo molto serio alcuni Stati membri dell'UE e dai gravi problemi vissuti dall'euro.

## Riconoscimenti

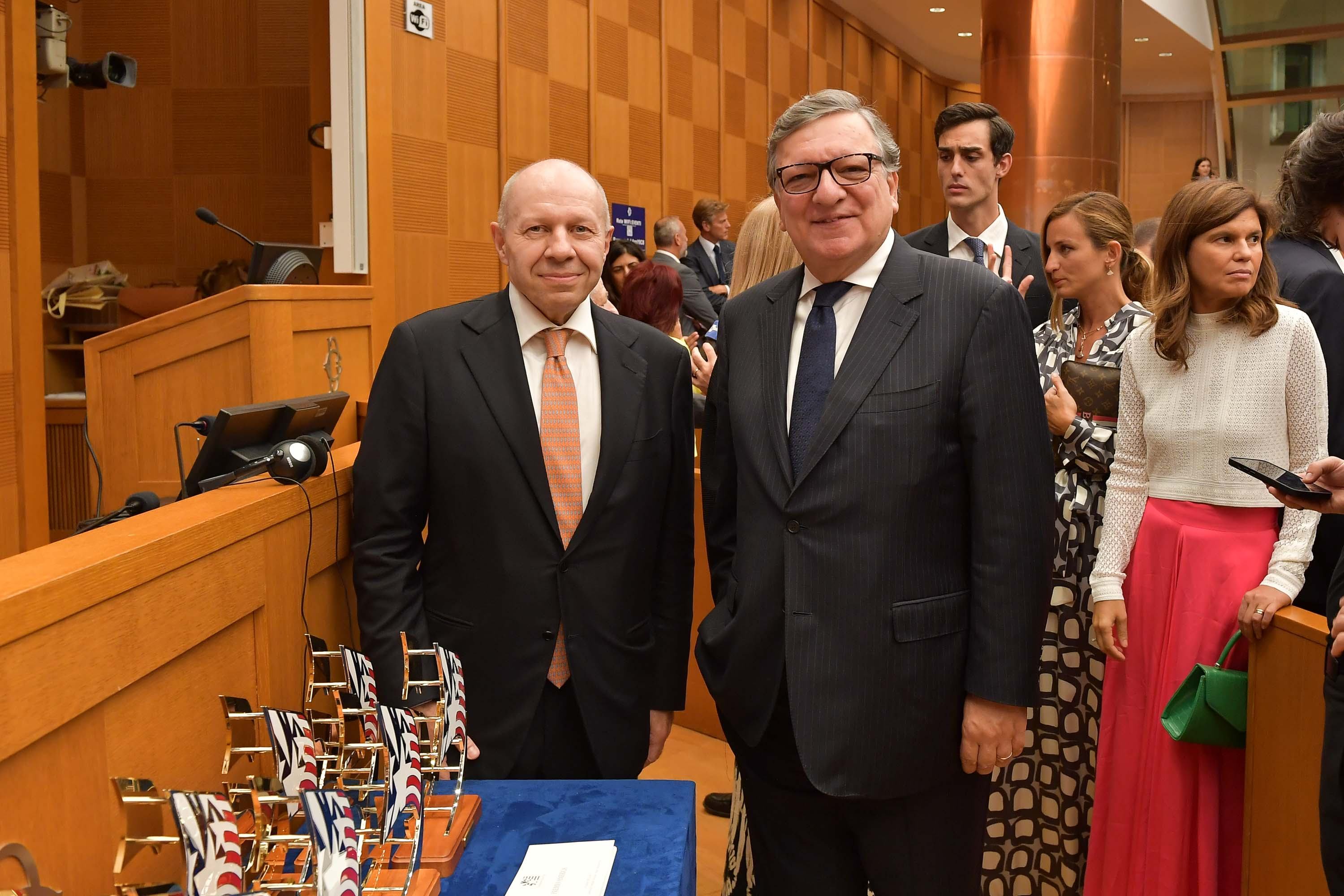
Josè Manuel Barroso nel 2023 alla Camera dei deputati insieme al segretario generale della Fondazione Italia USA Corrado Maria Daclon

- Nel 1991 e nel 2004 l'associazione della stampa straniera in Portogallo nominò Barroso "Persona dell'anno".
- Nel 1993 il Forum Economico Mondiale lo nominò "Global leader for tomorrow".
- Durante il suo mandato come presidente della Commissione europea, Barroso ha ricevuto lauree honoris causa dalle università di Kōbe, Edimburgo, Liverpool, Sophia-Antipolis, Pittsburgh, Łódź, Ginevra, Bucarest, Baku e Gand, dalla Roger Williams University di Rhode Island, dalla Georgetown University, dalla pontificia università cattolica di San Paolo, dall'università Candido Mendes e dall'università Estácio de Sá di Rio de Janeiro, dalla Warsaw School of Economics, dall'università Tomas Bata di Zlín e dalla Chemnitz University of Technology. In Italia ha ricevuto una laurea honoris causa in scienze politiche dall'università di Genova nel 2006, in economia dall'Università La Sapienza nel 2007 e in giurisprudenza dall'università LUISS Guido Carli nel marzo 2011.
- Barroso è stato nominato "Europeo dell'anno" dal quotidiano European Voice nel 2006 e dal movimento europeo in Danimarca nel 2009.
- Dal 2008 è membro onorario dell'Accademia portoghese di storia.
- Nel 2009 gli è stato conferito il Premio Quadriga.
- Nel 2023 ha ricevuto alla Camera dei deputati il Premio America della Fondazione Italia USA.[11]

## Pubblicazioni
- Le systeme politique portugais face à l'integration europeenne, Lisbona e Losanna, 1983;
- Política de cooperação, 1990;
- A Politica Externa Portuguesa, 1994-1995;
- Uma Certa Ideia de Europa, 1999;
- Uma Ideia para Portugal, 2000;
- Mudar de Modelo, 2002;
- Reformar: Dois Anos de Governo, 2004.

## Vita privata
Barroso è sposato e ha tre figli, Luís, Guilherme e Francisco.
Barroso parla molto bene francese, spagnolo e inglese e ha una conoscenza di base di tedesco e italiano.